# LEGO City Undercover
LEGO City Undercover is een open wereld- en actie-avonturenspel voor de Wii U. Het is geproduceerd door Traveller's Tales en uitgebracht door Nintendo. Lego City Undercover is gebaseerd op de speelgoedreeks LEGO City. Het is het eerste LEGO-spel voor de Wii U en heeft van alle LEGO-spellen de grootste 'oppervlakte'.

## Spel
LEGO City Undercover leent veel elementen uit de Grand Theft Auto-computerspelserie, maar is gericht op een jonger publiek. In het spel neemt de speler de rol aan van politieagent, belast met de taak om de wet te handhaven, in plaats van criminele activiteiten te plegen. Soms komt het voor dat het hoofdpersonage een boevenpak aantrekt en zo undercover gaat om een kwaadaardige bende op te rollen. In het spel zijn meer dan 100 voertuigen verwerkt waarin gereisd kan worden. Ook kan de speler 300 personages vrijspelen.
De Wii U-versie van LEGO City Undercover maakt hevig gebruik van de GamePad. De speler krijgt hierop aanwijzingen, nieuwe opdrachten, en er kan met een scanner worden gezocht naar boeven in de omgeving. Ook krijgt de speler hierop een plattegrond te zien, en hoeveel uitdagingen er in elke wijk zijn voltooid.
Nadat de verhaallijn in het spel is uitgespeeld, kan de speler vrij ronddwalen in LEGO City. Er zijn verschillende minispellen verwerkt die kunnen worden voltooid.
Het spel is volledig gelokaliseerd en speelbaar in het Nederlands. Niet alleen de interfaceteksten en dialogen zijn vertaald, zelfs de inwoners van LEGO City zijn van Nederlandse stemmen voorzien.

## Verhaal
Het spel speelt zich af in het fictieve LEGO City. Agent Chase McCain wordt opgeroepen voor het opsporen van de gevaarlijke ontsnapte crimineel Rex Fury. Gedurende het spel blijkt dat er een grote bende actief is met aan het hoofd een magnaat die LEGO City over wil nemen. Uiteindelijk blijkt dat een van de wolkenkrabbers in LEGO City een ruimtevaartuig is. Chase McCain achtervolgt de magnaat en verslaat hem in een gevecht in de ruimte. Nadat het ruimtegevecht gewonnen is door McCain is de laatste activiteit in het spel dat Chase vanuit de ruimte terug naar LEGO City moet skydiven.

## Personages
- Chase McCain: Chase is de hoofdpersoon van het spel. Hij speelt zowel als agent maar gaat ook undercover als dief, mijnwerker, astronaut, boer, brandweerman en bouwvakker.
- Marion Dunby: Politiecommissaris en liefhebber van donuts.
- Frank Honey: Een jonge onhandige en onervaren agent die Chase als groot voorbeeld ziet. Zijn ouders zijn steenrijk en bezitten een hotel.
- Ellie Phillips: Ellie is een vriendelijke assistent die Chase helpt via de politie-communicator.
- Natalia Kowalski: Voormalig journalist en getuige in de zaak tegen Rex Fury.

### Criminelen
- Rex Fury: Gevaarlijke crimineel die uit de gevangenis is ontsnapt.
- Chan Chuang: Een Aziatische bendeleider, hij is eigenaar van een limosinebedrijf en een autosloperij.
- Vinnie Pappalardo: Een Italiaanse bendeleider, eigenaar van een populaire ijssalon.
- Forrest Blackwell: Miljardair die in LEGO City woont. Wil wraak nemen op Lego City nadat een bouwproject in een natuurgebied door de gemeente werd afgekeurd.

## Buurten in Lego City
- Cherry Tree Hills: Hier staat het politiebureau. Gebaseerd op de straten van San Francisco.
- Auburn: Begin van het spel, hier ligt de haven van Lego City.
- Auburn Bay-brug: Geïnspireerd door de Golden Gate. Verbinding tussen Auburn en Fort Meadows.
- Fort Meadows: Rustige bosrijke omgeving met een boerderij, tankstation en kasteel.
- Bluebell-natuurgebied: Bosgebied met het politiebureau van sheriff Huckleberry. Heeft een hydro-elektrische dam en een kungfu-school.
- Blackwell-brug: Dubbele ophaalbrug. Verbinding tussen Bluebell en Uptown.
- Heritage-brug: Gebaseerd op de Brooklyn Bridge. Verbinding tussen Cherry Tree Hills en Festival Square.
- Festival Square: Feestelijk gebied met grote ballonnen. Hier bevindt zich ook de brandweer en het ziekenhuis.
- Pagoda: Gebaseerd op Chinatown, is in handen van Chan Chuang.
- Bright Lights Plaza: Gebaseerd op Times Square.
- Crescent-park: Belangrijk park in Lego City, heeft ook een tunnel met onderwateruitzicht.
- Uptown: Hier zijn de kunstgalerij en het wetenschapsmuseum gevestigd. Geïnspireerd door Manhattan.
- Lego City-vliegveld: Hier is de luchthaven van Lego City. Heeft een restaurant, een snelweg en een gigantische parkeerplaats.
- Paradise Sands: Het strand van Lego City, met het hotel van Frank Honey, een observatorium en een pretpark op de pier. Gebaseerd op Miami Beach.
- Fresco: Italiaanse wijk, met een kopie van de toren van Pisa, een waterkanaal en vele ijscowagens.
- Kings Court: Gebaseerd op Londen, met de Blackwell-toren en het stadhuis.
- Centrum: Een zuidelijk gebied op het hoofdeiland, met een reuzenrad dat de speler moet opbouwen.
- Albatross-eiland: Gevangenis, gebaseerd op Alcatraz.
- Apollo-eiland: Hier bevindt zich de ruimteshuttle en het ruimtevaartcentrum.
- Lady Liberty-eiland: Geïnspireerd door Liberty Island, kan alleen worden bereikt via een groene buis of teleporteerder, afhankelijk van de spelconsole.
- Grand Canal: Ondergronds kanaal tussen de kust van Pagoda en Fresco.
- Crosstown-tunnel: Tunnel tussen verschillende buurten.

## Uitdagingen in het spel
- Arresteer alle straatbendes
- Kraak alle geldautomaten
- Vernietig alle zilveren rotsblokken
- Vang alle marsmannetjes
- Geef alle bloembakken water
- Red alle katten
- Voltooi alle koffiepauzes
- Arresteer alle autodieven
- Ontsnap aan de politie met een gestolen voertuig
- Vernietig alle zilveren standbeelden
- Verover alle gebieden
- Breng alle biggen terug
- Doof alle barbecues
- Voltooi alle booruitdagingen
- Bouw alle superbouwsels
- Activeer alle treinstations
- Voltooi alle freeruns
- Voltooi alle tijdraces
- Activeer alle verkleedhokjes
- Vind de munten van personages en voertuigen
- Vind alle rode stenen

## Ontvangst
| Recensiescore       | Recensiescore |
| Recensieverzamelaar | Score         |
| ------------------- | ------------- |
| Metacritic          | 80/100        |
| Publicist           | Score         |
| Eurogamer           | 9/10          |
| Game Informer       | 8,5/10        |
| GameSpot            | 8/10          |
| GamesRadar+         | 4/5           |
| GameTrailers        | 8,4/10        |
| IGN                 | 8,0/10        |

LEGO City Undercover ontving positieve recensies, volgens beoordelingswebsite Metacritic. De humor en het spelontwerp werden geprezen, maar de langere laadtijden en het gebrek van samenwerkende multiplayer werd gezien als punt van kritiek. Het Britse Nintendo Magazine gaf het spel een score van 90%, waarmee het op de derde plek kwam van hoogst gewaardeerde Wii U-spellen op dat moment.

## Verwijzingen

### Persiflages en parodieën
Veel gebeurtenissen en personages in het spel zijn gebaseerd op scènes en/of hoofdpersonen uit bekende films. Bijvoorbeeld The Titanic, Arnold Schwarzenegger en Dirty Harry.

### Toeristische attracties
Ondanks dat LEGO City een fictieve stad is, bevinden er zich verwijzingen naar bestaande locaties, bouwwerken en toeristische attracties, zoals Mount Rushmore, het Vrijheidsbeeld, Chinatown, Cape Canaveral, Miami Beach en de Golden Gate Bridge.

### Mario
In het spel bevinden zich meerdere personages, verwijzingen, en voorwerpen uit de Super Mario-spelreeks, waaronder ?-blokken, gouden sterren en Mario's pet.

## Heruitgave
Op 22 november 2016 maakte Warner Brothers Games bekend op hun Twitter-pagina dat LEGO City Undercover als heruitgave zal worden uitgebracht voor de Nintendo Switch, PlayStation 4, Xbox One en pc. Het spel kwam uit in het voorjaar van 2017. De specifieke Nintendo-functies, waaronder de hierboven omschreven Mario-verwijzingen, zijn uit de versies voor andere platformen verwijderd.